# Mokhtar Chorfi
Mokhtar Chorfi es un cineasta suizo-marroquí.

## Filmografía
- Queen Lear (1980)[3][4][5][6][7]